# Notaden weigeli
Notaden weigeli là một loài ếch thuộc họ Myobatrachidae.
Đây là loài đặc hữu của Úc.
Môi trường sống tự nhiên của chúng là vùng cây bụi khô khu vực nhiệt đới hoặc cận nhiệt đới, đồng cỏ khô nhiệt đới hoặc cận nhiệt đới vùng đất thấp, đầm nước ngọt có nước theo mùa, và vùng nhiều đá.